# Mitsubishi Savrin
Pour les articles homonymes, voir Savrin.
Le Savrin est un monospace du constructeur automobile japonais Mitsubishi produit de 2001 à 2014. C'est la version taïwanaise du Chariot Grandis, le troisième opus du Space Wagon.
Il est fabriqué par China Motor Corporation à Taiwan.